# Testamentum (Omega-album)
A Testamentum az Omega együttes 2020 novemberében megjelent tizenhetedik, egyben utolsó nagylemeze. Az albumon rajta van egy-két régi dal is újra hangszerelve. A Hangyanép a 200 évvel az utolsó háború után más szöveggel, ez volt az a dal, amely 1972-ben politikai okokból nem kerülhetett fel az abban az évben megjelent Élő Omega című albumra.
Az album hatalmas sikert ért el a rajongók körében, alig egy hónappal a megjelenést követően háromszoros platinalemez lett. 2021 nyarára pedig négyszeres platinalemez lett. 2022-re pedig már ötszörös platinalemez.
Ez az utolsó Omega-album, amelyen a 2020 novemberében elhunyt Benkő László közreműködött. Kóbor János ugyanakkor utalt arra is, hogy a szintén 2020 novemberében elhunyt Mihály Tamás basszusgitáros is játszik a lemezen (a 2021-es LP-kiadáson a közreműködők részletes felsorolásánál az ő neve is szerepel).
2021. december 8-án  az album dupla hanglemezként is megjelent, a CD-változathoz képest három plusz dallal (Égi jel, Búcsúztató, Elfújta a szél). A CD-kiadást kiegészítendő utóbbi három dal CD-formátumban, kislemezen is (Omega: Testamentum – Búcsúztató) megjelenik. A dupla hanglemeznek gyűjtői kiadása is készült, limitált példányszámban, sorszámozva.
A dupla hanglemezes változat megjelenését már Kóbor János sem érte meg, ugyanis 2021. december 6-án koronavírus-fertőzésben elhunyt.
Az album dalaihoz Dér András készített egy húszperces rövidfilmet, amelyet 2023. október 13-án mutattak be a Magyar Zene Házában.

## Az album dalai

### CD változat
1. A Sötétség kapuja (Nyitány)
2. A Föld árnyékos oldalán
3. A lángoló huszadik század
4. Varázslatos, fehér kő
5. Mennyben az angyal
6. Huszadik századi városlakó
7. Jöjj, Szabadító!
8. Álom XXI. század
9. A holló
10. A démon (Lilith)
11. Ideje a pontot kitenni
12. Hangyanép (Szörnyű porszemek)
13. Gloria et honor Deo
14. A Látogató
15. Légy hű magadhoz!
16. Álomszínház
17. Halotti beszéd
18. Utolsó ítélet

### 2 LP változat

#### Első lemez (Ótestamentum)
1. A Sötétség kapuja (Nyitány)
2. A Föld árnyékos oldalán
3. Varázslatos, fehér kő
4. A holló
5. Hangyanép (Szörnyű porszemek)
6. Huszadik századi városlakó
7. Égi jel
8. Búcsúztató
9. Elfújta a szél

#### Második lemez (Újtestamentum)
1. Jöjj, Szabadító!
2. A lángoló huszadik század
3. Mennyben az angyal
4. A démon (Lilith)
5. Ideje a pontot kitenni
6. Álom XXI. század
7. Gloria et honor Deo
8. A Látogató
9. Légy hű magadhoz!
10. Álomszínház
11. Halotti beszéd
12. Utolsó ítélet

## Közreműködők
- Benkő László – zongora
- Debreczeni Ferenc- dob
- Kóbor János- ének, hangszerelés, zenei rendezés, hangmérnök, producer
- Mihály Tamás- basszusgitár
- Molnár György - gitár
- Szöllösy Katalin "Katy Zee"- basszusgitár
- Küronya Miklós - basszusgitár
- Szekeres Tamás - gitár
- Vámos Zsolt – gitár
- Földi Albert – szintetizátorok, hangszerelés, producer
- Csordás Levente – vokál
- Bárkányi Mónika – vokál
- a nyíregyházi Cantemus Kórus (karnagy: Turcsány András) -ének, vokál
- Molnár Gábor – hangszerelés
- Trunkos András – dalszövegek (kivéve 1, 2, 4, 6, 9, 12, 14), producer
- Sülyi Péter – dalszövegek (1, 2, 4, 6, 9, 12, 14, 2. LP 8.szám)
- Bánffy György – próza (Halotti beszéd)